# Monastyr w Horezu
Monastyr w Horezu został założony w 1690 przez księcia Konstantyna Brincoveanu w miasteczku Horezu na Wołoszczyźnie (Rumunia). Jest uważany za arcydzieło stylu brynkowiańskiego, znanego z architektonicznej czystości i równowagi, bogactwa wykutych szczegółów oraz malowideł dekoracyjnych.
Monastyr został umieszczony przez UNESCO na Liście światowego dziedzictwa.

## Galeria

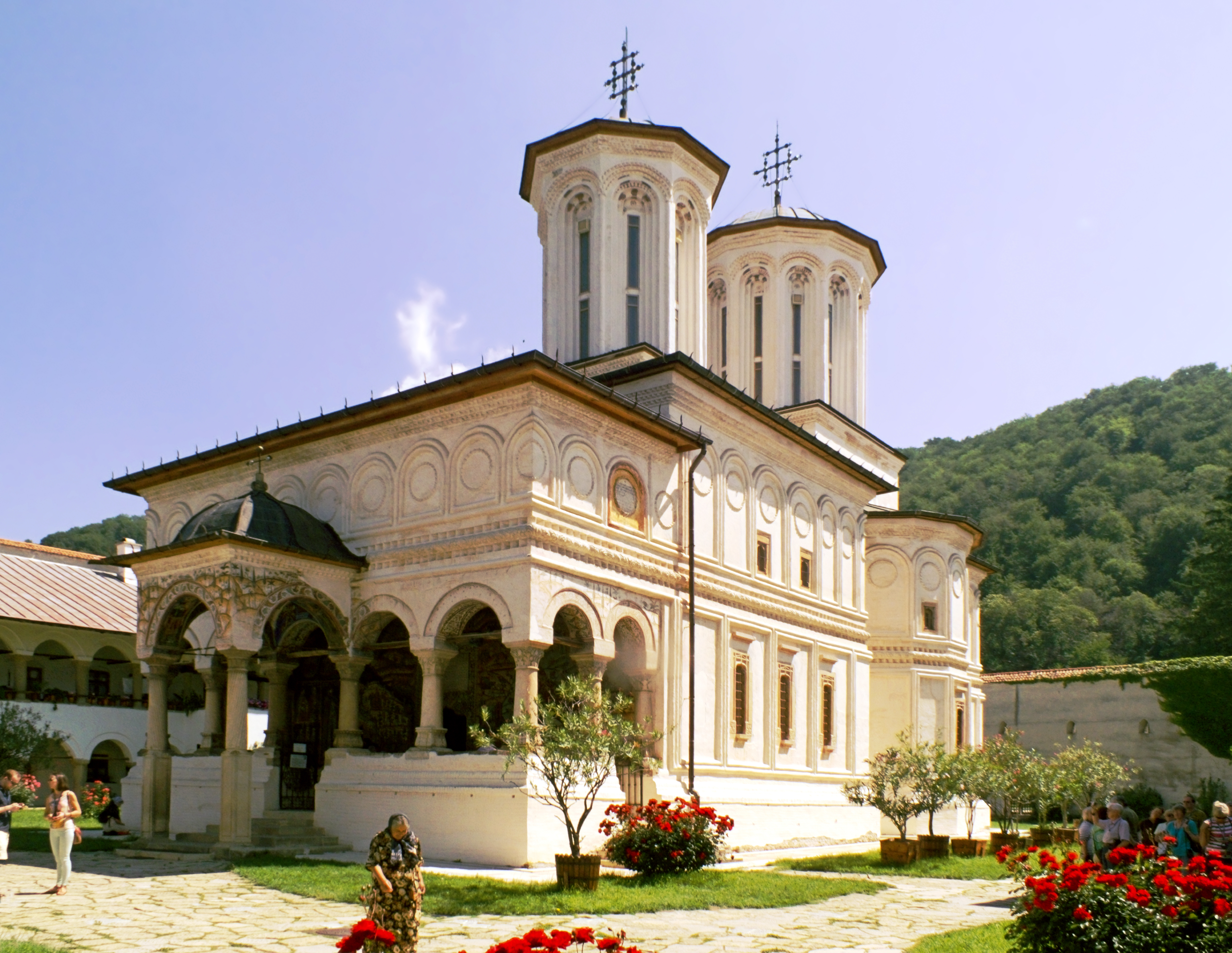
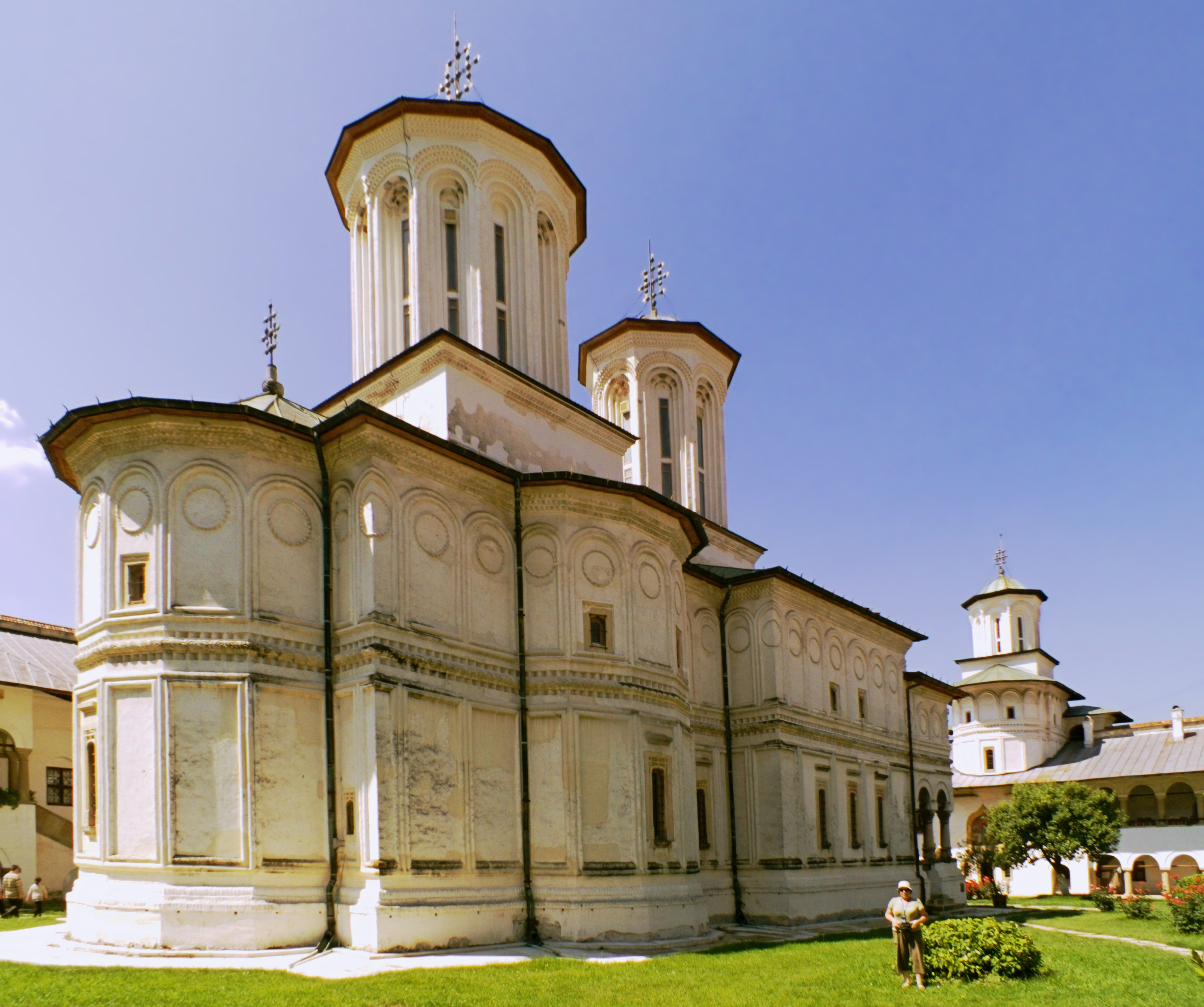
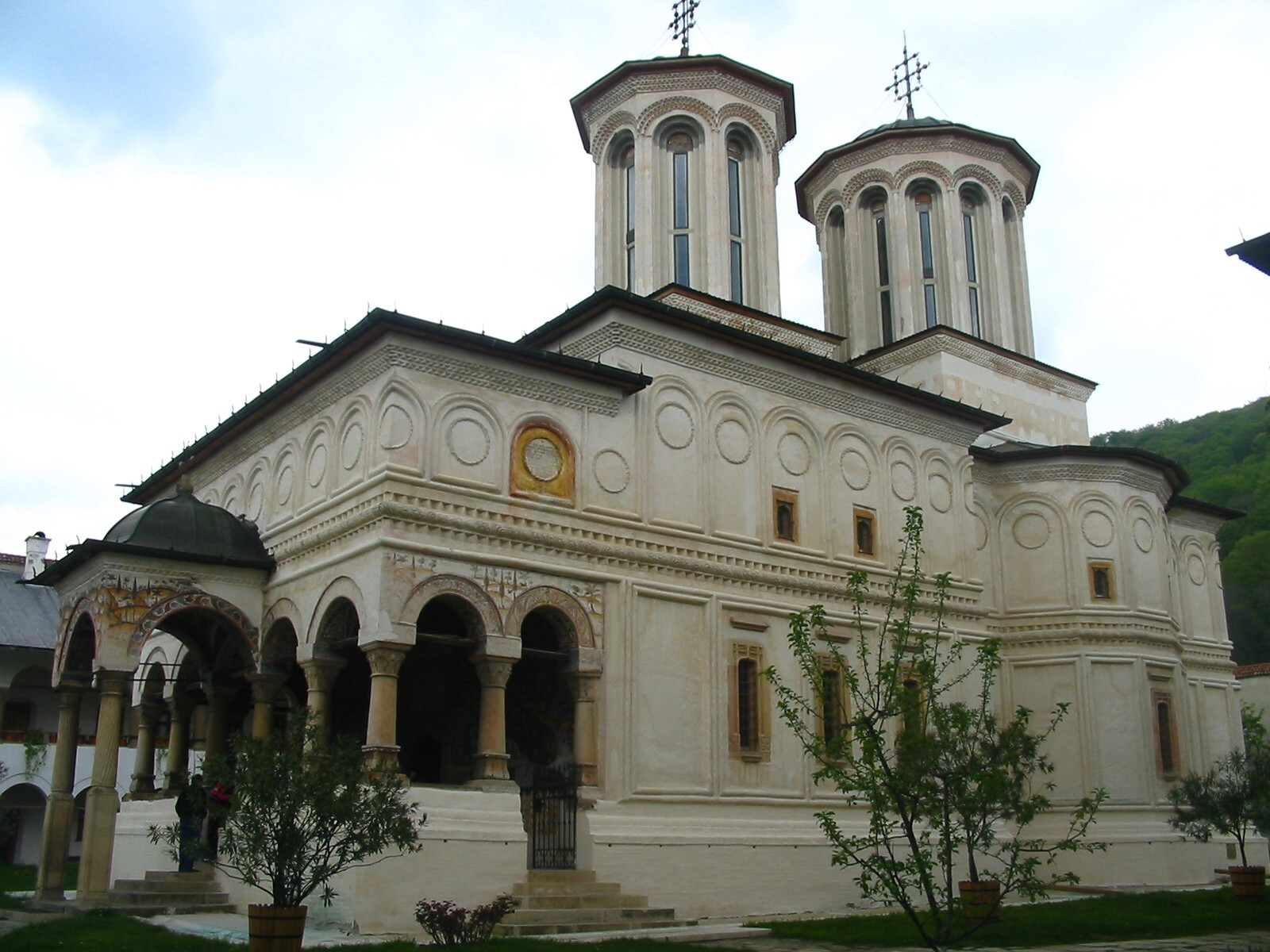
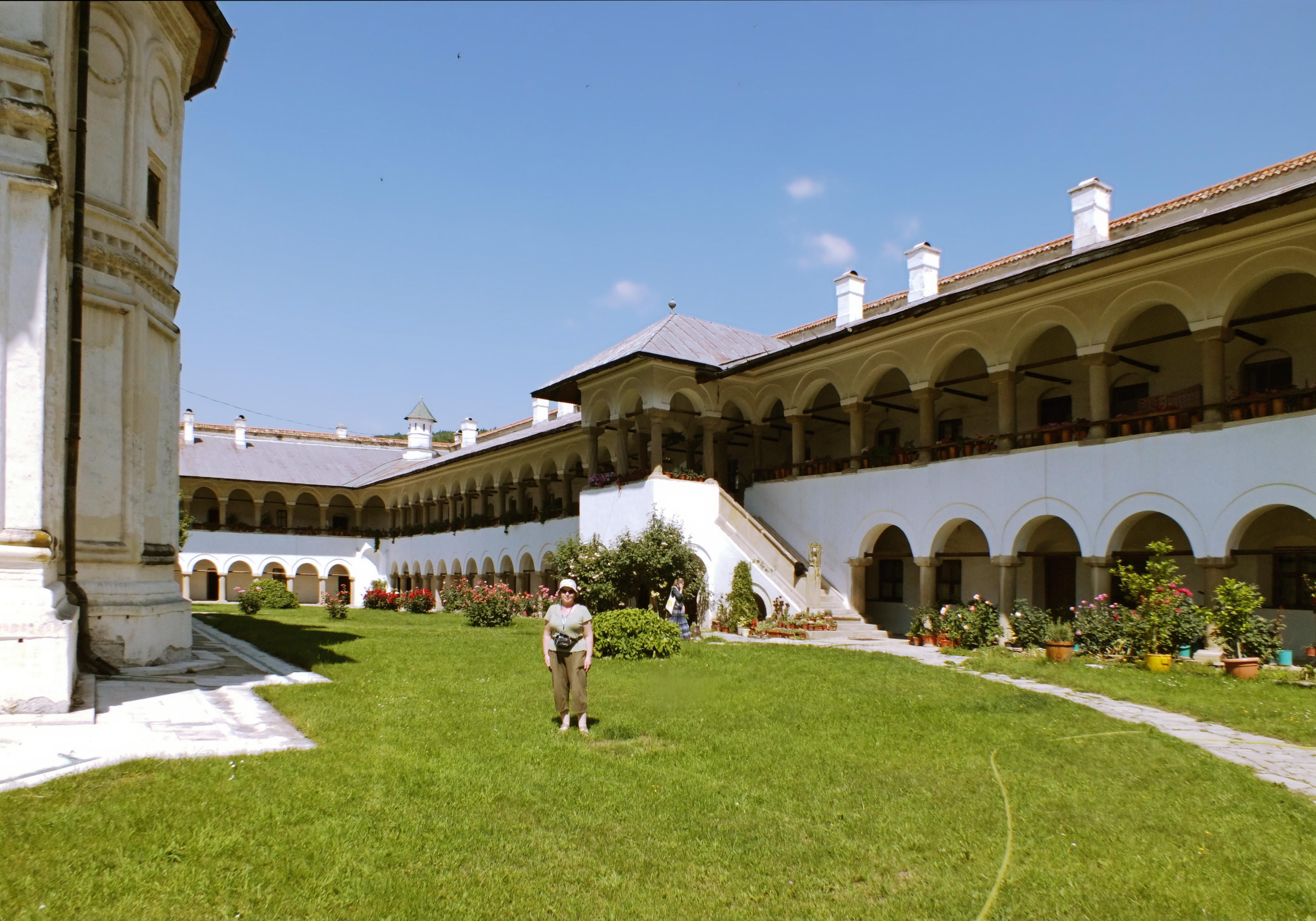

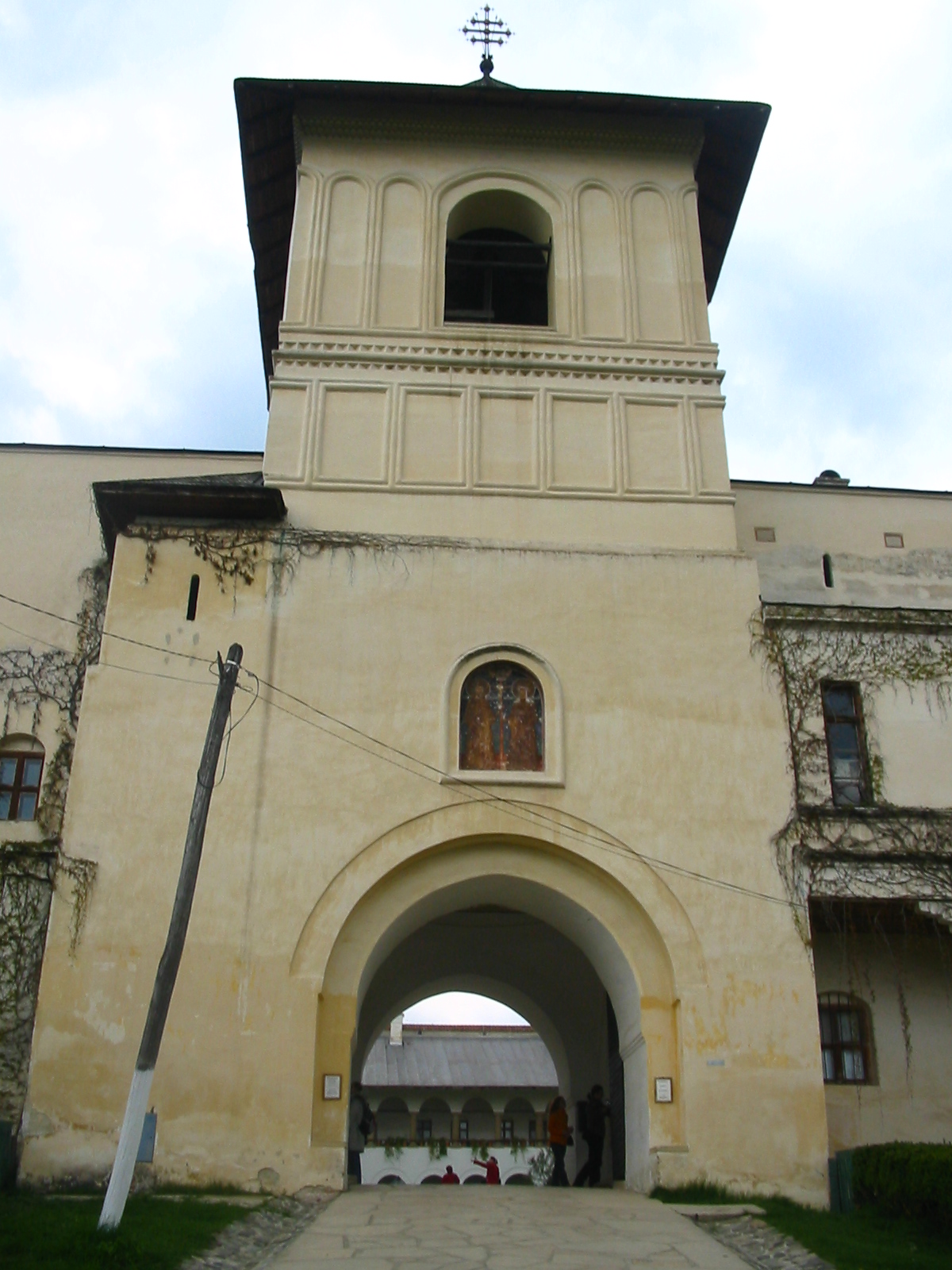
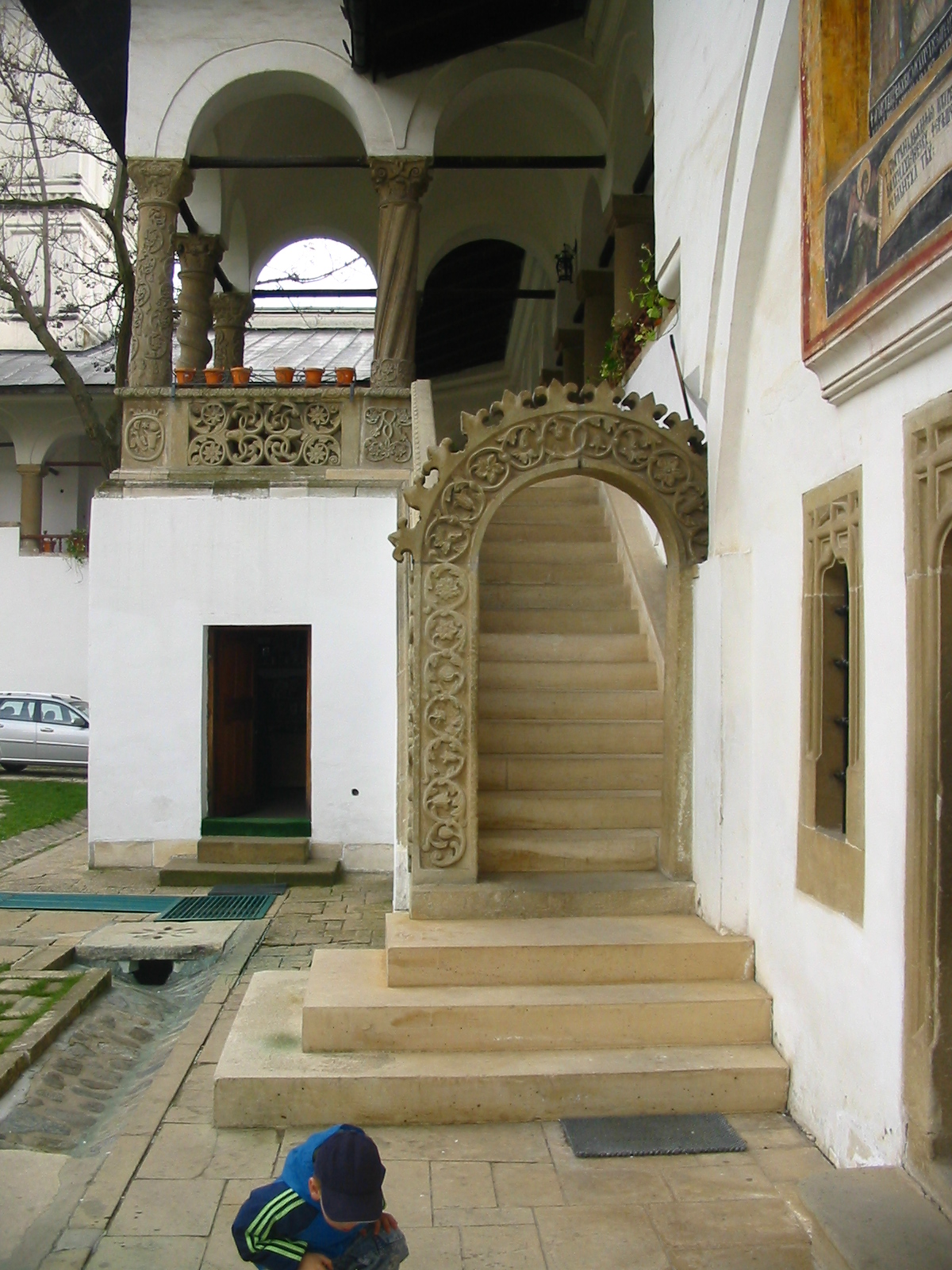
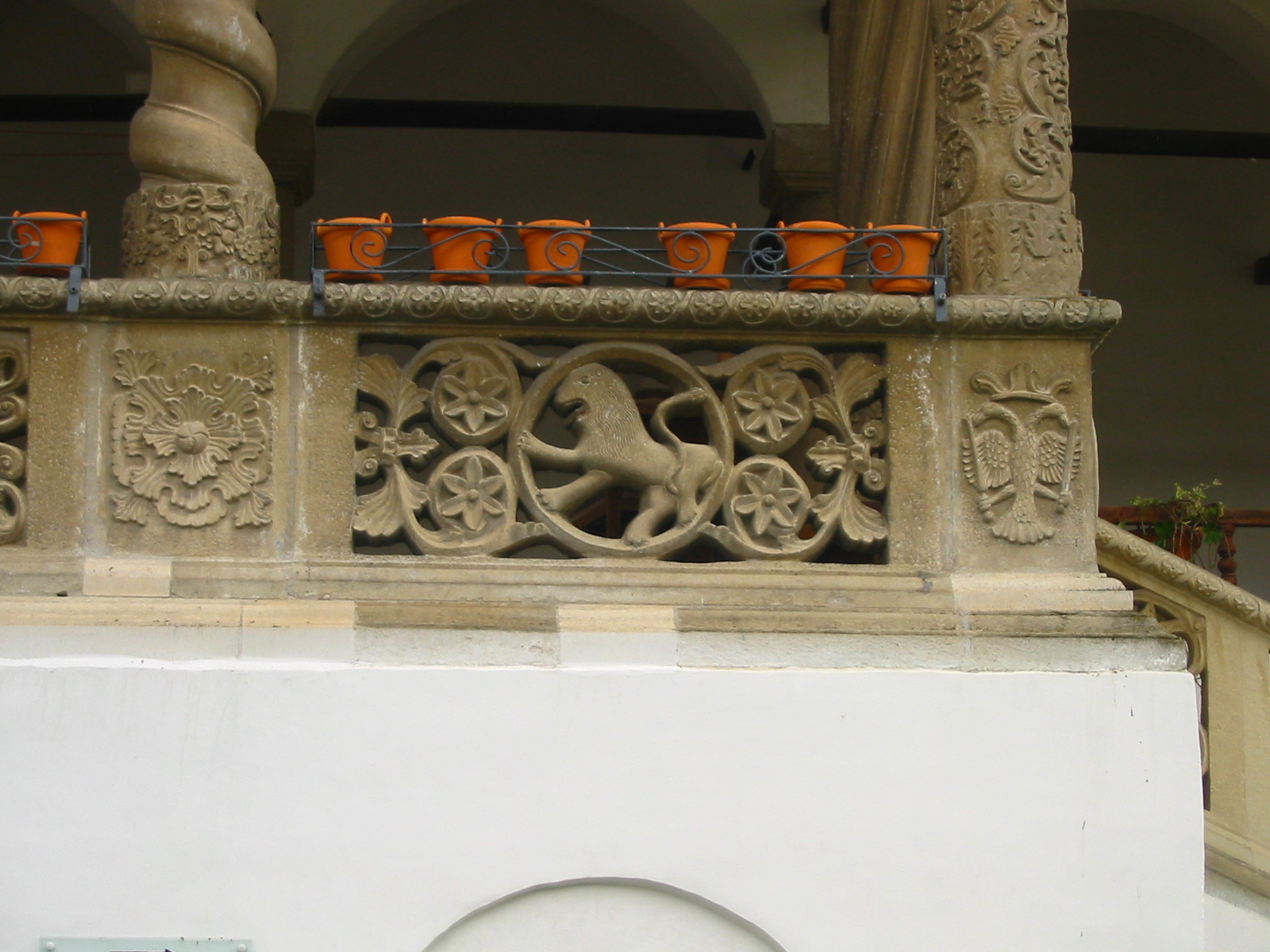
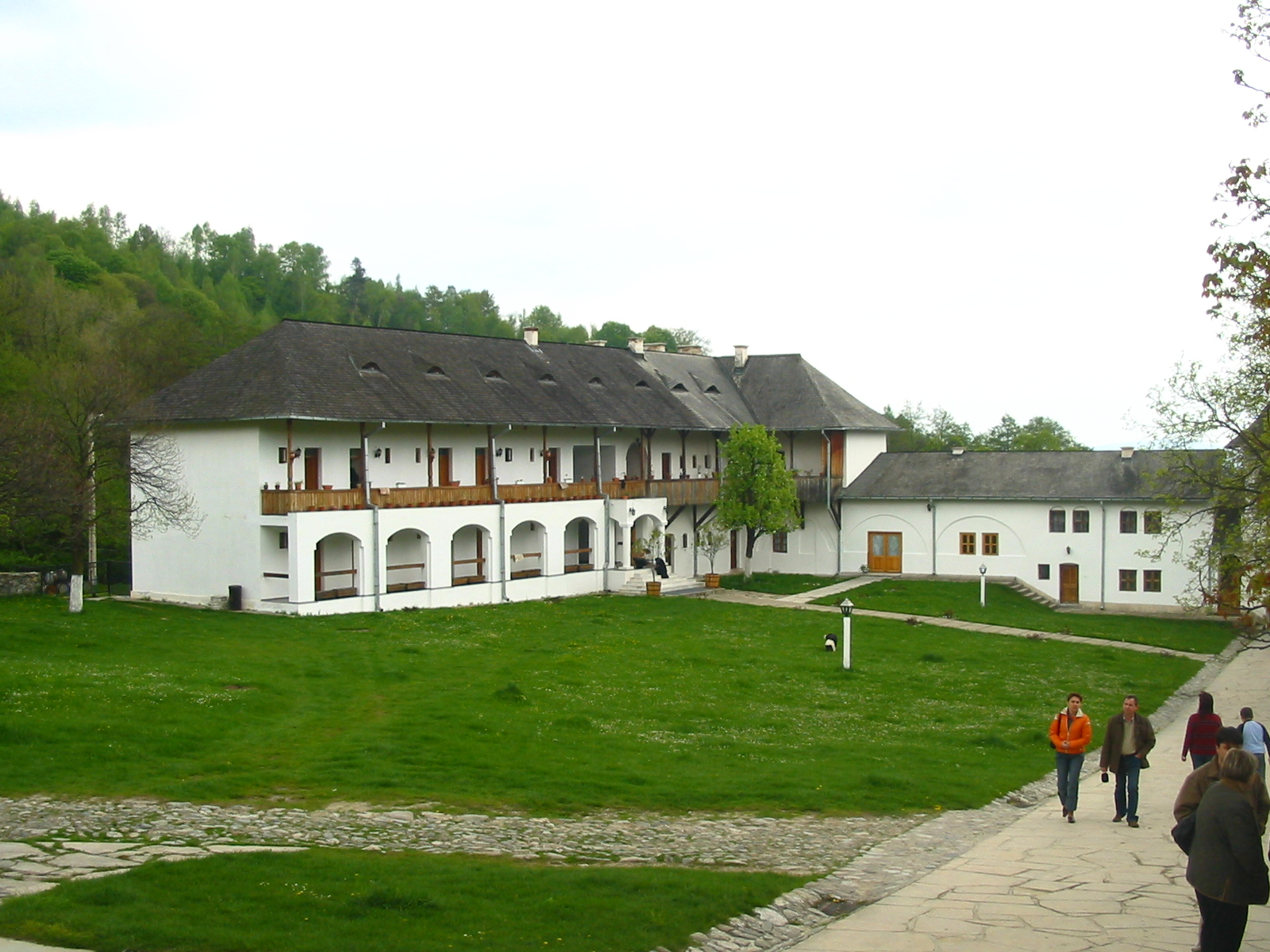